# Алшын
Алшын (алчи-татары, алшин, алчин, алчинцы) — самое крупное по численности племя Младшего жуза, является крупным племенем ногайцев, узбеков, казахов и других тюркских и монгольских народов.
Общей тамгой племени Алшын был символ "наконечник копья" который изображён на флаге племени.

## Состав
- Алимулы
- Байулы

## История
Кутлу-Мухаммед Тевкелев в «Поколенной росписи династий казахских ханов и султанов и описании родоплеменного состава трёх жузов» отмечал следующее:

Сильный род алчин, а алчин разделяется надвое, то есть каракисяк и байулы. Каракисяк числится шесть родов, а имянно: чекли, каракисяк, чюмекей, дюрткара, каракете, карасакал. В сих шести родах владельцом был Абулхаир-хан. В Байулы входят двенадцать родов, а имянно: адай, джаббас, алача, байбакты, берч, маскар, тазлар, исентемир, алтин, шихляр(ыссык), черкес, тана. В сих двенатцети родах Нурали-султан.

Этнограф и государственный деятель Алексей Ираклиевич Левшин в своём труде «Описание киргиз-казачьих, или киргиз-кайсацких, орд и степей» упоминает род алшынов следующим образом:

Младшая орда прежде составлялась из сильного племени Алчин и семи малых родов, которые, не имея силы противостоять в междоусобиях и барантах многочисленным алчинцам, были соединены знаменитым в народе киргизским ханом Тявкою в одно поколение, известное ныне под именем семиродского.

Тынышпаев М. писал в 1925 году в своей книге «Генеалогия киргиз-кайсакских родов»:

Младшая Орда, составляющая в настоящее время около 2/5 всего киргизского населения, состоит из одних только алчынов. Истории некоторых даже малочисленных киргизских родов начинаются даже до Р. X. Надо полагать, что этот самый многочисленный киргизский род — алчын, также восходит в глубь веков.

Согласно казахской традиционной генеалогии «Шежире», название племени берет свое начало от антропонима, то есть от имени.
Ж. М. Сабитовым аргументирована точка зрения о тождестве алшынов и алчи-татар, живших в Монголии до XIII в. Изначально алчи-татары проживали на территории современной Монголии. После расширения границ Монгольской империи, часть алчи-татар переселилась в Золотую Орду, где благодаря Боракчин (жена Бату) эмиры из рода алчи-татар смогли занять ведущие позиции. Согласно шежире, приводимому Ж. М. Сабитовым, все алшынские роды в составе байулы и алимулы происходят от Алау из племени алшын, жившего в XIV в. во времена Золотоордынского хана Джанибека. Мнение о том, что алчин-татары являются предками алшынов, также было высказано В. В. Ушницким. Согласно Рашид ад-Дину, алшины — это другое название алчи-татар, которые занимали в Золотой Орде статусные позиции. Мужчины из племени алчи-татар назывались — алчитай, а женщины — алчин.
Судя по гаплогруппе C2-M48, прямой предок алшынов по мужской линии происходит родом с Восточной Азии (близка калмыкам и найманам рода сарыжомарт), но не является близким нирун-монголам (субклад С2-starcluster). Генетически племенам алимулы и байулы из народов Центральной Азии наиболее близки баяты, проживающие в аймаке Увс на северо-западе Монголии.

## Шежире
Роды в составе племени Алшын, согласно шежире, происходят от Алау эмира .
В XIV веке самым известным Алшыном являлся Алау. Судя по историческим данным, он жил в эпоху Золотоордынского хана Джанибека. Алау участвовал в событиях, связанных с дочерью Джанибека и Аметом, сыном Исы из рода уйсун. Его сына звали Кыдуар тентек (разбойник, хулиган Кыдуар). В Алшынском фольклоре присутствует эпос «Алау батыр»
Согласно одному варианту шежире, Кыдуар имел двух сыновей Кайырбай (Каракесек) и Кыдырбай (Байулы).
У Кайырбая было три сына Байсары (Кете), Алим, Шомен. От Байсары происходят Бозаншар (родоначальник кланов Каракете и Ожрайкете), от Алима происходят 6 сыновей Жаманак (родоначальник клана Шекты), Карамашак (родоначальник клана Торткара), Уланак (родоначальник клана Каракесек), Айнык и Тегенболат (родоначальники клана Карасакал), Тойкожа (родоначальник клана Аккете). От Шомена три сына Шомекей и Дойт, Тумен (Туменкожа). Шомекей — родоначальник одноимённого клана. Туменкожа — родоначальник кланов Сарыкете и Кулыскете.
У Кыдырбая было 12 сыновей: Кадырсиык (родоначальник клана Шеркеш), Баксиык (родоначальник клана Ысык), Султансиык (родоначальник кланов Кызылкурт, Алаша, Маскар, Тана, Байбакты), Таз (родоначальник одноимённого клана), Адай (родоначальник одноимённого клана), Бериш (родоначальник одноимённого клана), Есентемир (родоначальник одноимённого клана), Жаппас (родоначальник одноимённого клана), Алтын (родоначальник одноимённого клана), Ебейты, Ногайты, Мадияр (потомства не оставили).

## В составе узбеков
Племя алчин упоминается в составе 92 кочевых узбекских племён. В XVI в. упоминаются как узбекское племя, выходцем из которого был Ялангтуш бахадур сын Байходжа.

## Известные представители
Военачальники и батыры:
- Алчин Алау — Эмир золотоордынского хана Джанибек.
- Алчин Баташ — сын Алчин Алауа и бек Большой Орды.
- Алчин Токтамыш — бек Большой Орды при хане Шейх Ахмеде.
- Алчин Тениш — князь Астраханского ханства, противник правителя Ногайской Орды Исмаила.[15]
- Алчин Ялангтуш бахадур (1578 - 1656) — эмир Бухарского ханства, правитель Самарканда.
- Алчин Баят-Кара туксаба — эмир Бухарского ханства.
- Алчин Джавум бахадур — военачальник Абдулла-хана II.
- Жиембет жырау (1570 - 1643) — поэт, полководец и наместник Есим-хана в Западном Казахстане. Происходит из рода Тана.
- Кабак Айтулы (1611 - 1689) — батыр и мурза Ногайской орды из рода Шекты.
- Тилеу Айтулы (1630 - 1684) — батыр и мурза Ногайской орды из рода Шекты.
- Алшын Айтеке би — би и полководец Младшего жуза из рода Торткара.
- Буркирек Маркадамулы (1646/48 - 1726) — полководец из рода Шекты.
- Келмембет батыр Келдибайулы (1648 - 1673) — батыр из рода Шомекей.
- Боракчин — старшая супруга (хатун) Батый хана[16].
- Туре-Кутлук — супруга (хатун) Тудай-Менгу хана[16].
- Ит-Кара — старший эмир Батый хана[16].
- Бек-Тимур — эмир Менгу-Тимура хана[16].
- Куридай-Татир — враг Сарык-хана государя кераитов[17].
- Кумус-Синджан — враг Сарык-хана государя кераитов[17].
- Кудуд Алчин — бек и советник Барак хана[18]
  - Аламан батыр (XV век) - батыр из рода Шекты ветви Алимулы племени Алшын
  - Сейткул Токпанулы (1546, Казалинский район - 1621, Нурата) - би из рода Торткара ветви Алимулы племени Алшын, в 1578/80 годах переселил 40000 Алшынских семей в горы Нураты.
  - Кабак Айтулы (1611–1689) - мурза Ногайской орды из рода Шекты ветви Алимулы племени Алшын, батыр спасший казахские города Южного Казахстана, старший брат Тилеу батыра.
  - Тилеу Айтулы (1630–1684) - мурза Ногайской орды из рода Шекты ветви Алимулы племени Алшын, полководец и политик. Смог выставить 17000 воинов против калмыков.
  - Айтеке би (1644–1700) - великий казахский би из рода Торткара ветви Алимулы племени Алшын, в 1685 году отразил нападения калмыков на кочевья кызылкумских Алшынов.
  - Келмембет (Саргаска) Келдибайулы (1648–1673/75) - казахский батыр из рода Шомекей ветви Алимулы племени Алшын. Был похвален казахским ханом Батыром (правил в 1652–1680 годах)  Айдарбек Өрісұлы — батыр. Известно, что Айдарбек батыр жил в XVI–XVII веках в Аральском районе Кызылординской области. Героически защищал родную землю от джунгаров, кокандцев и хивинцев.
  - Жанкожа Нурмухамедов (1774–1860) — предводитель войны против хивинцев.
  - Есет Котибарулы (1807–1888) батыр — предводитель войны против Хивинского и Кокандского ханства, руководитель антиколониального восстания, лидер национально-освободительного движения казахов. Происходил из рода Шекты ветви Алимулы племени Алшын
  - Самет батыр Назымулы (Сәмет батыр Назымұлы) (1744–1839) — батыр. Происходил из рода Шомекей ветви Алимулы племени Алшын.
- Махамбе́т Утеми́сов (каз. Махамбет Өтемісұлы; 1803, Букеевская Орда, Российская империя — 20 октября 1846, там же) — один из руководителей восстания казахов в Западном Казахстане в 1836—1838 годах. Поэт (акын), до восстания был придворным поэтом при ставке Жангир-Керей-хана.
  - Исата́й Тайма́нов (каз. Исатай Тайманұлы; 1791 — 12 июля 1838) — казахский батыр, старшина Младшего жуза, руководитель национально-освободительного крестьянского восстания казахских шаруа в Букеевской Орде и западной части Младшего жуза в 1836–1838 годах. 
    - Ялангтуш бахадур (يلنكتوش بهادر), узб. Yalangtoʻsh Bahodir / Nizomiddin Abdulkarim Yalangtoʻshbiy Bahodir Boyxoji oʻgʻli / Yalangtoʻshbiy otaliq; 15 сентября 1578, Бухара — 1656, Дахбед Самарканд) узбекский военачальник, политик, наместник Бухарских ханов в Самарканде. Согласно письменным источникам и юридическим документам, Ялангтуш бахадур происходил из узбекского рода алчин

  - Сырым Датов, или Сырым Дат-улы (каз. Сырым Датұлы) (1753, нынешний Сырымский район Западно-Казахстанской области — 1802) — старшина казахского рода Байбакты, лидер антиколониального движения казахов Младшего жуза в 1783—1797 годах. В XXI веке имя Сырыма Датулы усилиями правящих кругов стало знаковым для национально-освободительного движения всего Казахстана.